# Goldman-Stacheltaschenmaus
Die Goldman-Stacheltaschenmaus (Heteromys goldmani) ist eine Art der Stacheltaschenmäuse, die nur im Südosten des mexikanischen Bundesstaates Chiapas sowie im angrenzenden südwestlichen Guatemala vorkommt.

## Merkmale
Die Nelson-Stacheltaschenmaus erreicht eine Kopf-Rumpf-Länge von durchschnittlich 14,7 Zentimetern, der Schwanz wird durchschnittlich 19 Zentimeter lang. Die durchschnittliche Ohrlänge beträgt 18 Millimeter und die durchschnittliche Hinterfußlänge 36 Millimeter. Es handelt sich damit um eine verhältnismäßig große Art der Gattung, zwischen den Geschlechtern gibt es keinen signifikanten Unterschied. Das Fell der ausgewachsenen Tiere ist rau und beinhaltet einzelne versteifte, weiche und stachelähnliche Haare auf der Rücken- und Bauchseite. Das Rückenfell ist grau bis schieferschwarz mit ungleichmäßiger ockerfarbener Sprenkelung und ohne sandfarbene Seitenlinie, die Bauchseite ist weiß. Die Ohren besitzen keine weiße Randung.
Die vorderen Bereiche der Sohlen der Hinterfüße sind nackt und besitzen sechs Tuberkel. Der Schwanz ist deutlich länger als die Kopf-Rumpf-Länge und dünn behaart, die Oberseite ist dunkler als die Unterseite.
Der Karyotyp besteht aus einem diploiden Chromosomensatz aus 2n = 60 Chromosomen (FN=76).

## Verbreitung
Das Verbreitungsgebiet der Goldman-Stacheltaschenmaus ist auf den Südwesten des mexikanischen Bundesstaates Chiapas sowie das angrenzende nordwestliche Guatemala im Bereich der Sierra Madre del Sur eingeschränkt, wo die Art in höheren Bergzonen lebt. Die Höhenverbreitung reicht dabei von etwa 45 bis etwa 1860 Meter.

## Lebensweise
Die Goldman-Stacheltaschenmaus lebt in den Waldgebieten der pazifischen Bergzüge der Sierra Madre del Sur. Die Art ist nachtaktiv und bodenlebend und lebt in Paaren oder kleinen Gruppen in ihren Bauen, über ihre Lebensweise liegen ansonsten so gut wie gar keine Informationen vor.

## Systematik

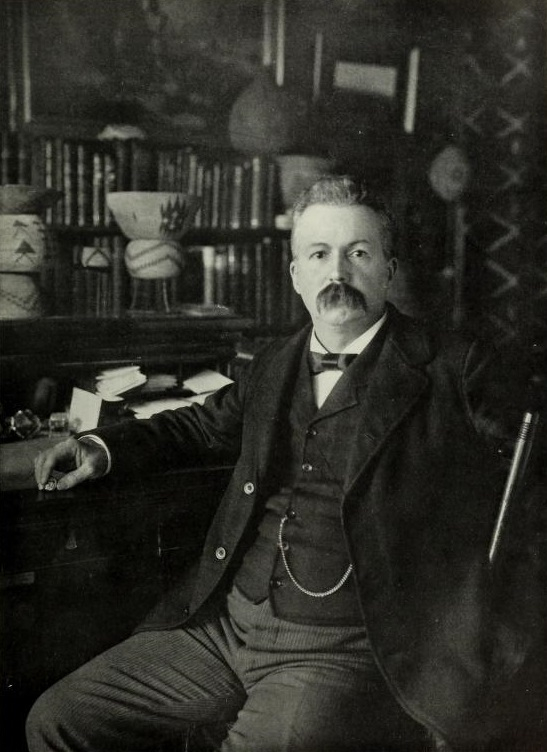
Der amerikanische Zoologe Clinton Hart Merriam beschrieb die Art im Jahr 1902.

Die Goldman-Stacheltaschenmaus wird als eigenständige Art innerhalb der Gattung der Stacheltaschenmäuse (Heteromys) eingeordnet, die aus 16 Arten besteht. Die wissenschaftliche Erstbeschreibung stammt von Clinton Hart Merriam aus dem Jahr 1902, der sie bereits als Heteromys goldmani einführte. Die ihm zur Erstbeschreibung zur Verfügung stehenden Tiere stammten dabei von einer zoologischen Exkursion der amerikanischen Zoologen Edward Alphonso Goldman und Edward William Nelson vom Bureau of Biological Survey des amerikanischen Department of Agriculture in Mexiko. Goldman und Nelson stellten Merriam insgesamt etwa 800 Individuen verschiedener Arten von Stacheltaschenmäusen zur Verfügung, durch die er in seiner Veröffentlichung 20 verschiedene Arten und Unterarten der Gattung beschreiben konnte. Die Typuslokalität der Goldman-Stacheltaschenmaus wurde mit Chicharras, Chiapas, angegeben. Dabei benannte Merriam diese Art nach Goldman sowie die Nelson-Stacheltaschenmaus (Heteromys nelsoni) nach Nelson.
Die Art wird gemeinsam mit der Desmarest-Stacheltaschenmaus (Heteromys desmarestianus), der Berg-Stacheltaschenmaus (Heteromys oresterus) und der Nebelwald-Stacheltaschenmaus (Heteromys nubicolens) der desmarestianus-Gruppe innerhalb der Stacheltaschenmäuse zugeordnet. Zeitweise wurde sie der Desmarest-Stacheltaschenmaus aufgrund mehrerer anatomischer Merkmale als Unterart zugeschlagen, aktuell wird sie jedoch wieder als eigenständige Art betrachtet.
Innerhalb der Art werden neben der Nominatform keine weiteren Unterarten unterschieden.

## Status, Bedrohung und Schutz
Von der International Union for Conservation of Nature and Natural Resources (IUCN) wird die Goldman-Stacheltaschenmaus als Synonym der Desmarest-Stacheltaschenmaus betrachtet und entsprechend nicht gelistet. Innerhalb des Verbreitungsgebietes findet ein starker Holzeinschlag statt.

## Belege
1. 1 2 3 4 5 6 7 8 9 10  Goldman's Spiny Pocket Mouse. In: David J. Hafner: Subfamily Heteromyoninae, Genus Heteromys. In: Don E. Wilson, T.E. Lacher, Jr., Russell A. Mittermeier (Herausgeber): Handbook of the Mammals of the World: Lagomorphs and Rodents 1. (HMW, Band 6) Lynx Edicions, Barcelona 2016, S. 200. ISBN 978-84-941892-3-4.
2. 1 2  Heteromys desmarestianus in der Roten Liste gefährdeter Arten der IUCN 2018. Eingestellt von: F. Cassola, 2016. Abgerufen am 23. Dezember 2018.
3. 1 2 3   Heteromys (Heteromys) desmarestianus goldmani. In: Don E. Wilson, DeeAnn M. Reeder (Hrsg.): Mammal Species of the World. A taxonomic and geographic Reference. 2 Bände. 3. Auflage. Johns Hopkins University Press, Baltimore MD 2005, ISBN 0-8018-8221-4.
4. 1 2  Clinton Hart Merriam: Twenty new pocket mice (Heteromys and Liomys) from Mexico. Proceedings of the Biological Society of Washington 15, 192; S. 41–50. (Digitalisat)
5. ↑  Duke S. Rogers, David J. Schmidly: Systematics of Spiny Pocket Mice (Genus Heteromys) of the Desmarestianus Species Group from México and Northern Central America. Journal of Mammalogy 63 (3), 26. August 1982; S. 375–386. doi:10.2307/1380434, Volltext.